# Maheathraulus scotti
Maheathraulus scotti is een haft uit de familie Leptophlebiidae. De wetenschappelijke naam van de soort is voor het eerst geldig gepubliceerd in 1913 door Eaton.
De soort komt voor in het Afrotropisch gebied.